# Ludvig Juht
Ludvig Juht (24 de juliol de 1894 - 20 de gener de 1957) va ser un contrabaixista i compositor estonià.

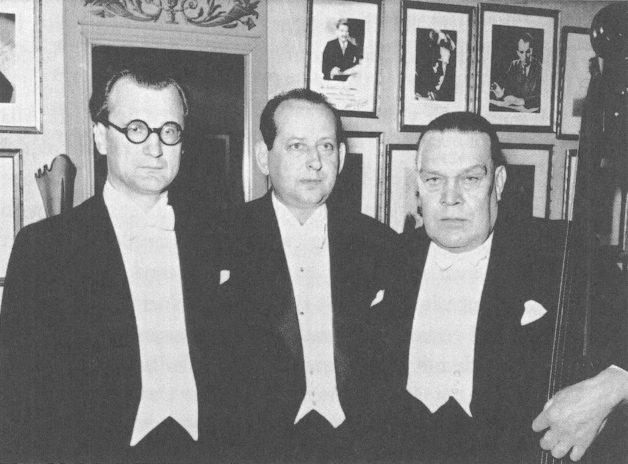
El director d'orquestra Olav Roots, el compositor Eduard Tubin i el contrabaixista Ludvig Juht a la Sala de Concerts d'Estocolm el 1947

Juht va néixer a Väägvere, comtat de Tartu. En la infància va aprendre trombó i contrabaix sota la direcció de David Otto Wirkhaus. Del 1913 al 1914 va estudiar a Tartu. De 1916 a 1918 va tocar amb la Orquestra de la Ciutat de Helsinki. De 1918 a 1921 i de 1928 a 1929 va treballar al Teatre d'Estònia. Va ser membre de l'⁣Orquestra Filharmònica de Berlín des de 1921 fins a 1927 mentre estudiava composició a l'⁣Acadèmia de Música de Berlín sota la instrucció de Paul Juon. Entre 1930 i 1932, va tocar amb la London Savoy Orchestra, i des de 1932 fins a 1933 va ser professor al Conservatori de Riga a Letònia.
El 1934 es va traslladar als Estats Units. Als Estats Units va tocar amb l'⁣Orquestra Simfònica de Boston. El 1936, va establir la Boston Estonian Society (Bostoni Eesti Selts). Des de 1945 també va ser professor al Boston University College of Music i des de 1946 al New England Conservatory.
Es va casar amb Amanda Juht (1901–1988). El 1939, va rebre l' Ordre de la Creu Roja d'Estònia, de cinquena classe. Va morir el 20 de gener de 1957 a Boston.

## Obres
- Kontrabassikontsert cis-moll (1932)
- Eesti tants sümfooniaorkestrile (1930)

### Per a contrabaix i piano
- Legend Valuojast
- Mälestus
- Scherzo
- Adagio (seade kontrabassikontserdi cis-moll II osa)